# Iglesia de San Miguel (Granada)
La iglesia de Santa María de la Aurora y San Miguel, también llamada de San Miguel bajo es una iglesia de la ciudad española de Granada, comunidad autónoma de Andalucía. 
Erigida en parroquia en 1501 sobre la antigua mezquita, entre 1528 y 1539, se construyó la capilla Mayor y un tramo de la nave, y entre 1551 y 1557 se ejecutó el resto de la nave.

## Descripción
Es de estilo mudéjar, de una sola nave, de tres tramos, separados por arcos apuntados, y cubierta por una armadura mudéjar de par y nudillo decorada con lacería.